# Моропант Тримпак Пингл
Моропант Тримбак Пингл (англ. Moropant Trimbak Pingle; 1620—1683), известный также, как Моропант Пешва, первый Пешва Маратхской Империи. Служил при дворе Императора Шиваджи в качестве главы Совета Восьми Министров.

## Биография
Моропант Тримбак Пингл родился в 1620 году в Нимгаоне в семье брахминов. В 1647 году, он поступил на службу к Шиваджи, помогая установить Маратхскую Империи. Был одним из участников битвы за Пратапгарх в 1659 году в составе войск Шиваджи против войск Адиль-шахов Биджапура. Также был участником битв против Империи Моголов.
В 1664 году участвовал при вторжении войск Шиваджи в Сурат. После бегства из могульского плена в Агре, сын Шиваджи — Самбхаджи скрывался у родственников Моропанта в Матхуре.
В 1674 году после коронации Шиваджи императором Маратхской Империи, был назначен Пешвой. Пешва — маратхский титул, эквивалентный современному премьер-министру.
Моропант ввёл разумное управление доходами для режима Шиваджи и сыграл важную роль в планировании ресурсов, касающихся защиты и поддержания стратегических фортов. Он также руководил строительством и управлял Пратапгаром. После смерти Шиваджи в 1680 году, при дворе его сына Самбхаджи Моропант Пингл надзирал за строительством форта в округе Насик.
В 1681 году принял участие в битве за Бурханпур.
Умер Моропант в 1683 году в Пратапгархе, через три года после смерти императора Шиваджи.
Преемником стал его старший сын Нилакантх Морешвар Пингл, принявший титул Пешвы и занимавший пост с 1683—1689.